# The Big Boss
Este artículo se refiere a The Big Boss, una película protagonizada por Bruce Lee. Para el personaje de la serie de Metal Gear, ver Big Boss.
The Big Boss (El Gran Jefe o Karate a Muerte en Bangkok) fue la primera película que Bruce Lee hizo con la Golden Harvest, y que lo colocó en el camino del estrellato. Fue rodada en Tailandia en condiciones infrahumanas debido a su ínfimo presupuesto; sin embargo se convirtió en el primer éxito de Bruce Lee en Hong Kong rompiendo récords de taquilla.

## Breve resumen de la trama
Cheng Chao-An (Bruce lee) es un chino de Hong Kong que se ha mudado a Bangkok con la ayuda de su tío para trabajar con sus primos en una fábrica de hielo. Cuando Cheng rompe un bloque de hielo accidentalmente, una bolsa llena de un polvo blanco sale de él. En la noche, dos de los primos de Cheng, que descubrieron la heroína, son citados por el gerente para hablar en privado. Este les dice que hay mejores trabajos para ellos. Aparentemente la fábrica de hielo en realidad es una fachada para un negocio de tráfico de drogas dirigido por "El Gran Jefe" Hsiao Mi. A los primos son ofrecidos los beneficios y otras prebendas con la intención de comprar su silencio. Cuando estos rechazan las propuestas son eliminados.
Hsiao Mi intenta encubrir los asesinatos, pero Cheng y sus demás primos empiezan a sospechar. Dos primos de Cheng, Hsu Chien y Ah Pei, van a la casa del capo Hsiao Mi para preguntarle si sabe algo sobre el paradero de sus hermanos desaparecidos. Cuando estos ven que Hsiao Mi actúa de manera sospechosa y deciden ir a la policía, Hsiao Mi termina eliminándolos e incluso distrae a Cheng para que no busque a sus primos desaparecidos dándole un ascenso, alcohol y prostitutas, siendo una de las prostitutas la que le dice la verdad a Cheng sobre sus primos, y esa noche irrumpe en la fábrica descubriendo sus cadáveres. Este es sorprendido por un grupo de matones dirigido por el hijo de Hsiao Mi, Hsiao Chiun.
Cheng los mata a todos incluyendo a Hsiao Chiun. Desafortunadamente éste vuelve a casa solo para ver que toda su familia ha sido asesinada (con excepción de Chiao Mei inesperadamente). Este venga la muerte de sus familiares matando a Hsiao Mi en la batalla final, lanzándole uno de sus cuchillos. Cheng se rinde y se entrega a la policía.

## Reparto
- Bruce Lee como Cheng Chao-an (a veces llamado Chen).
- Maria Yi como Chiao Mei.
- James Tien como el primo "Hsu Chien".
- Han Ying Chieh como Hsiao Mi ("El Gran Jefe").
- Tony Liu como "Hsiao Chiun" (El hijo de Hsiao Mi).
- Chao Chen como el "Capataz" (de la fábrica de hielo).
- Chia Ching Tu como el "Tío".
- Nora Miao como la dueña del stand de bebida.
- Lam Ching Ying

## Antecedentes y concepción
Los cuatro años posteriores a la cancelación de The Green Hornet fue un momento difícil y frustrante para Bruce Lee. En 1970 estuvo incapacitado por varios meses después de dañar un nervio sacro en su espalda baja mientras levantaba pesas. El dinero empezó a faltar porque los papeles en Hollywood resultaron difíciles de conseguir, y su esposa Linda tuvo que trabajar por las noches en un servicio de contestador para ayudar a pagar las cuentas. Bruce todavía estaba interesado en desarrollar proyectos de cine y televisión en Hollywood, pero Warner Bros. se mostró reacio a aceptar un proyecto de guion televisivo que había desarrollado (la trama era similar, pero no igual a Kung Fu), y la producción de The Silent Flute tuvo que suspenderse indefinidamente después de que un viaje de tres semanas a la India con James Coburn y Stirling Silliphant para explorar las ubicaciones de la película resultara improductivo. A la luz de estos eventos recientes, Coburn sugirió a Bruce que probara suerte en la creciente industria cinematográfica de Hong Kong ".
En la primavera de 1970, Bruce visitó Hong Kong con su hijo Brandon. Sin que lo supiera Bruce, se había hecho famoso allí debido a las repeticiones de "The Green Hornet" en la televisión, y la recepción entusiasta que recibió lo tomó por sorpresa. Fue invitado a aparecer en el popular programa de entrevistas Enjoy Yourself Tonight de la cadena HKTVB, donde fue entrevistado y dio una demostración rompiendo una tabla.
Alentado por el interés en Hong Kong, Bruce le pidió a su amigo de la infancia Unicorn Chan que le pasara su CV a Shaw Brothers, la mayor productora de cine de Hong Kong. Le ofrecieron a Bruce un contrato a largo plazo, pero solo US $ 2,000 por película, que Bruce rechazó. Otra oferta apareció inesperadamente de Raymond Chow, un productor de cine que en 1970 dejó Shaw Brothers para formar una nueva compañía, Golden Harvest. Chow, consciente de la oferta rechazada de Shaw Brothers, quedó impresionado por las entrevistas de Bruce en la televisión y la radio de Hong Kong, y también por su confianza durante una llamada telefónica de larga distancia. Durante esa llamada telefónica, Lee determinó la mejor película de acción en Hong Kong y le aseguró a Chow que podía hacerlo mucho mejor.
En junio de 1971, Chow envió a uno de sus productores, Liu Liang-Hua (la esposa del director Lo Wei) a Los Ángeles para reunirse y negociar con Bruce, quien firmó un contrato para hacer dos películas para Golden Harvest por US $ 15,000 ($ 10,000 para The Big Boss y $ 5,000 al finalizar una segunda película tentativamente titulada King of Chinese Boxers y que se convirtió en Fist of Fury). Esto alivió las preocupaciones financieras de los Lee y permitió que Linda Lee renunciara a su trabajo.
Con el contrato firmado, Chow organizó rápidamente una reunión con sus ejecutivos de Golden Harvest y un viejo amigo llamado Ma Thien-Ek (Fatty Ma), un empresario tailandés, distribuidor de películas y propietario de cines. Inspirados por el éxito de una reciente película de Shaw Brothers sobre boxeo Muay Thai (Duel of Fists), se les ocurrió la idea de filmar una película de acción en una ubicación en Tailandia, lo que también ayuda a mantener los costos bajos. Fatty Ma, experto en asuntos tailandeses, se ofreció a ayudar con las ubicaciones y los gastos.
El veterano novelista y guionista chino Ni Kuang recibió el encargo de crear un guion basado libremente en Cheng Chi-Yong, una figura china prominente en la sociedad tailandesa a principios del siglo XX. Ni Kuang cambió el nombre del personaje a Cheng Chao-an, haciendo referencia al condado de Chao'an en el este de China, el hogar de los antepasados de Cheng Chi-Yong. También desarrolló la idea de que Cheng fue enviado por su madre a vivir y trabajar con otros inmigrantes chinos en Tailandia, después de que su padre hubiera muerto en una pelea. Le dio a su hijo un collar de jade que simboliza la paz, la protección y la buena fortuna, como un recordatorio para evitar problemas..

## Filmación y detrás de escena
Bruce Lee voló desde Los Ángeles a Bangkok a través de Hong Kong el 12 de julio de 1971. Raymond Chow, preocupado por el renovado interés de Shaw Brothers, quería que volara directamente a Bangkok, pero Bruce se negó, deteniéndose brevemente en Hong Kong para saludar a un amigo y hacer algunas llamadas telefónicas. Bruce se quedó en Bangkok durante cinco noches, y fue allí donde conoció a la mayoría del elenco y al equipo, y también a Raymond Chow por primera vez. El rodaje comenzó el 22 de julio en Pak Chong, una pequeña ciudad situada a unas 90 millas (150 km) al noreste de Bangkok, en el extremo norte del Parque nacional de Khao Yai, la reserva más antigua de Tailandia; también sirve como puerta de entrada al noreste (Isan) de Tailandia desde la Región Metropolitana de Bangkok. Pak Chong sería el hogar de Bruce durante unas cuatro semanas, del 18 de julio al 19 de agosto.- y no ocultó su disgusto por ello en cartas a la esposa Linda, describiéndolo como un pueblo sin ley, empobrecido y sin desarrollar. Debido a la falta de alimentos frescos, Bruce estaba perdiendo peso debido a la falta de una dieta adecuada, al tener que comer carne enlatada y complementar su dieta con vitaminas, que afortunadamente había traído. De vez en cuando perdió la voz al tratar de gritar por encima del ruido en el set; Los mosquitos y las cucarachas abundaban en el hotel, y el agua del grifo era amarilla.
Cuando Bruce llegó a Pak Chong, las compañías cinematográficas rivales intentaron desesperadamente alejarlo de Golden Harvest, incluido Shaw Brothers, con una oferta nueva y mejorada. Un productor de cine de Taiwán le dijo a Bruce que rompiera su contrato y prometió hacerse cargo de cualquier demanda. Bruce, un hombre de palabra, no tenía la intención de considerar las ofertas, aunque sí agregó algo de tensión adicional en el set de la película.
La filmación no fue fácil al principio. Después de unos pocos días, el director original y agresivo, Wu Chia Hsiang, fue reemplazado por Lo Wei (el esposo de la productora asociada Liu Liang-Hua). Bruce fue inicialmente escéptico con respecto a Lo, describiéndolo en cartas a Linda como una amante de la fama y no estaba especialmente enfocado en ser un gran director. Bruce cortó el dedo índice de su mano derecha mientras lavaba un vaso delgado, la herida requería diez puntoss y un gran yeso, que es muy notable a lo largo de la película, especialmente las escenas filmadas en la fábrica de hielo Thamrongthai, la primera ubicación de filmación utilizada en Pak Chong. Fatty Ma tenía un contacto que conocía al dueño de la fábrica de hielo y organizó la filmación de Golden Harvest por unos días.
Aparte de la fábrica, otros lugares en Pak Chong utilizados para filmar incluyen el río Lam Ta Khong (un afluente del Río Mun) y un burdel local (el Hotel Mitsumphun), que desde entonces se ha incendiado. Sin embargo, las escenas reales de los dormitorios se filmaron en un bungalow a orillas del río, propiedad del cercano Hotel Rimtarninn (anteriormente New Wan Chai), donde el equipo de filmación se hospedó durante la filmación, debido a que los dormitorios en el burdel eran apestosos y antihigiénicos. Las prostitutas cobraban solo quince baht en dinero tailandés por cliente, pero el equipo de filmación les pagaba de dos a doscientos baht cada uno para aparecer como extras en la película.
Quizás la ubicación más emblemática vista en la película es la mansión del gran jefe y sus jardines, que eran un templo budista situado en la carretera principal llamada Wat Siri Samphan, construido en 1963. Al igual que la fábrica de hielo, todavía se encuentra en Pak Chong hoy y permanece prácticamente sin cambios, para deleite de los aficionados dedicados que han hecho la peregrinación a Tailandia para ver los lugares de rodaje.
Se ha especulado que Bruce estuvo involucrado en una pelea real en el set de The Big Boss, como se muestra en la película biográfica de 1993 Dragón: La historia de Bruce Lee. Aunque en realidad no hubo tal lucha, Bruce sí interactuó ampliamente con algunos de los especialistas tailandeses (uno de los cuales fue campeón de peso gallo Muay Thai), e intercambió información y habilidades con ellos entre tomas. Sin embargo, según los informes, Bruce parecía poco impresionado y calificó de "telegrafiadas" sus patadas, mientras que el equipo de especialistas de Hong Kong (Lam Ching-Ying, Billy Chan y su hermano Peter Chan Lung) inicialmente no se impresionaron con Bruce y dudaron de sus habilidades. Su opinión sobre él pronto cambió cuando Lam desafió a Bruce en el hotel, y Bruce lo ayudó a cruzar la habitación.
Después de un rodaje memorable y, a veces, caótico, de los primeros días en Pak Chong, a principios de agosto de 1971, el rodaje había cobrado velocidad y avanzaba bien. Bruce y Lo Wei estaban colaborando, pero todavía se enfrentaron en algunas de las escenas, en particular el uso de trampolines y colchones para impulsar a las personas a través del aire, y también la escena en la que Bruce golpea a un hombre a través de una pared de madera, dejando un contorno caricaturesco en la madera. Bruce también dudaba en aceptar las ideas de Lo Wei de filmar escenas arriesgadas de cómo su personaje se acostaba con mujeres tailandesas que retrataban prostitutas, aunque finalmente accedió a hacerlo ya que Lo insistió en que se agregaría a la imagen recién descubierta de su personaje como un guerrero impulsado por la venganza. En ambos casos el director se mantuvo en sus términos.
La escena final filmada en Pak Chong fue la pelea cumbre entre Bruce y el jefe (interpretada por Han Ying Chieh, quien también fue el coreógrafo de peleas), que resultó ser problemática: Bruce soportó "dos días de infierno" cuando se torció el tobillo al dar un salto alto en un colchón resbalado, y tuvo que ser conducido a Bangkok para ver a un médico, donde contrajo un virus por las condiciones cálidas y sofocantes. Los primeros planos se usaron para terminar la pelea, ya que Bruce luchó y tuvo que arrastrar su pierna, lo que contribuyó a la apariencia agotada de su personaje.
El elenco y el equipo pasaron los últimos doce días en agosto filmando más escenas en Bangkok, donde Bruce disfrutó del desayuno en la cama en el Hotel Thai, un lujo que nunca tuvo en Pak Chong. A veces la filmación tuvo que ser retrasada por fuertes lluvias.. Uno de los principales lugares utilizados para filmar en Bangkok fue el río Chao Phraya en el Distrito de Phra Pradaeng, para la escena de apertura de la película donde Bruce y su tío bajan del ferry y caminan entre el concurrido muelle. La escena de la cena se filmó en la sala trasera del restaurante chino Poonsin, cerca del hotel tailandés. Una antigua casa de teca en el lado este del distrito de Phra Pradaeng se usó como la casa de la familia, mientras que las escenas de Nora Miao (y parte de la secuencia de la pelea de apertura) se filmaron en el lado más tranquilo del oeste, que se asemejaba a la rural Pak Chong.
El equipo de filmación de The Big Boss finalmente regresó a Hong Kong el 3 de septiembre, donde habría un día más de filmación para las tomas de inserción, incluidos los primeros planos de Bruce evitando a los perros y la escena de "agarre de piernas" durante la pelea con el jefe (estos fueron filmados en el Royal Hong Kong Golf Club). La escena final filmada fue el ahora eliminado "carro de empuje" en el callejón, en Wader Studio en Hong Kong, ya que Golden Harvest aún no se había mudado a sus famosos estudios en Hammer Hill Road. Bruce vio las imágenes en bruto de tres horas sin editar el 5 de septiembre, antes de volar a los Estados Unidos al día siguiente para filmar más episodios de la serie de TV Longstreet; regresaría a Hong Kong el 16 de octubre para promover el lanzamiento de The Big Boss y comenzar el trabajo de preproducción de su segunda película para Golden Harvest, Fist of Fury.

## Bruce Lee y el cortometraje JKD
Mientras se encontraba en Tailandia, Bruce le escribía a Linda con regularidad, diciéndole que la extrañaba a ella y a los niños, y que esperaba verlos en Hong Kong una vez que se hubiera completado el rodaje. A cambio de su tarifa aérea (desde su casa en Los Ángeles a Hong Kong), Golden Harvest quería que Bruce hiciera un cortometraje para ellos llamado Bruce Lee y Jeet Kune Do, que duraría aproximadamente 15 minutos y sería narrado por la actriz Nora Miao. Según los informes de la prensa de Hong Kong, Golden Harvest originalmente había planeado que el cortometraje acompañara el lanzamiento de otra próxima película llamada The Hurricane (también conocida como Gold Cyclone Whirlwind), protagonizada por Nora y escrita y dirigida por Lo Wei. Esto promovería a Nora y presentaría las habilidades de Lee al público de Hong Kong antes del lanzamiento de The Big Boss. Nora se unió al equipo de filmación en Bangkok a fines de agosto de 1971 para hacer el cortometraje con Lee, pero lamentablemente nunca sucedió, probablemente porque no hubo suficiente tiempo; sin embargo, filmó algunas escenas breves para The Big Boss en un cameo como la vendedora de bebidas en la carretera.

## Lanzamiento y taquilla
El 23 de octubre de 1971, la película se estrenó en el Queen's Theatre en el distrito central de Hong Kong para una legendaria proyección de medianoche. Linda recordó en su libro de 1975 "Bruce Lee: The Man Only I Knew": "Todos los sueños que Bruce había poseído se hicieron realidad esa noche. El público se puso de pie, gritando, aplaudiendo, aplaudiendo. Era casi imposible abandonar el teatro; estábamos absolutamente atestados ". Los Lee también asistieron al estreno oficial de la gala el 3 de noviembre, que fue una proyección de caridad para la Asociación de Scouts de Hong Kong. La película fue un éxito instantáneo, tardó solo 3 días en alcanzar HK$1 millón y una semana en alcanzar HK$2 millones. Al final de su relativamente breve proyección (que finalizó el 18 de noviembre), The Big Boss había ganado HK$3,2 millones, rompiendo el récord anterior de The Sound of Music por más de HK$800,000. Su recaudación bruta de Hong Kong fue equivalente a US$540 000.
Poco después de la proyección en Hong Kong, The Big Boss fue lanzado en Singapur, y tuvo un éxito similar allí, donde se proyectó durante un total de 45 días en cinco teatros. Hubo un caos en una proyección previa a la medianoche (27 de noviembre de 1971) en el cine de Cathay's Jurong Drive-in; Se llamó a la policía, ya que cientos de autos causaron grandes atascos y la película tuvo que retrasarse durante 45 minutos. Se lanzó de forma general el 8 de diciembre y, al final de su proyección, el 21 de enero de 1972, había batido récords de taquilla con poco más de $ 700,000, alrededor de $ 240,000 más que el anterior récord Los Diez Mandamientos. La película también se proyectó en cines abarrotados en Malasia, el tercer territorio en que se mostró.
A pesar del enorme éxito de  The Big Boss  en el Lejano Oriente, los distribuidores en el extranjero inicialmente se mostraron reacios ya que no creían que tuviera potencial fuera de Asia. Sólo cuando la película se convirtió repentinamente en un éxito sorpresa en Beirut en 1972, comenzaron a darse cuenta. De repente, compradores de todo el mundo llegaron a Hong Kong para comprar la película, que pronto se abrirá en nuevos mercados para películas chinas como Sudamérica, África y el sur de Europa. Sin embargo, en el Reino Unido, el lanzamiento de la versión doblada en inglés se retrasó porque los distribuidores Crest Films retiraron su solicitud para obtener un certificado de BBFC, mientras esperaban la tormenta actual que rodeaba la censura cinematográfica en Gran Bretaña (la versión en mandarín se mostró en el cinema club chino en Gran Bretaña en junio de 1972). También hubo un retraso en los EE. UU., Ya que a los distribuidores National General Pictures no les gustó el doblaje, y gastaron mucho dinero en una nueva banda sonora con música nueva y un diálogo en inglés reescrito y rediseñado. Esta nueva versión fue finalmente lanzada en los Estados Unidos en abril de 1973 con el título  Fists of Fury , unos 18 meses después del estreno en Hong Kong y después de Fist of Fury (retitulado  The Chinese Connection  en los EE. UU.), el segundo papel principal de Lee, se había lanzado en los EE. UU. Fue un éxito instantáneo, sorprendente dado que la película estaba originalmente destinada al circuito de mandarín. La película obtuvo US$ 2.8 millones en alquileres en la taquilla estadounidense y canadiense..

## Censura y escenas perdidas
The Big Boss  tiene una historia bastante larga y complicada de censura y edición, con muchas escenas recortadas o eliminadas por completo por diversos motivos, para diferentes mercados. Es difícil identificar exactamente qué se cortó y cuándo, ya que la edición se llevó a cabo durante varias décadas. La notoria escena de la "sierra en la cabeza" fue cortado por los censores en Hong Kong poco antes de que la película fuera estrenada allí en octubre de 1971. Sólo se mostró en una proyección privada en Golden Harvest para la prensa, propietarios de cines y posibles compradores en 17 de octubre, pero no se ha visto desde entonces; todo lo que sobrevive son unas cuantas fotos.
l estudio y / o los distribuidores cortaron otras escenas para las primeras impresiones en el extranjero publicadas en algunos territorios a finales de 1971 y principios de 1972. La desnudez y el derramamiento de sangre se atenuaron, junto con algunas escenas aparentemente inocuas, incluida la última filmada ( en un estudio en Hong Kong), donde Cheng Chao-An (Bruce Lee) y Hsiu Chien (James Tien) caminan a casa después de la pelea cerca de la sala de juego; entran en un estrecho callejón y tienen que agarrarse de las manos y saltar a una pared para evitar un carro que es lanzado por uno de los villanos desde la sala de juego. La única explicación lógica para el corte de esta escena fue que se hizo para aumentar el ritmo de la primera parte de la película, lo que puso más énfasis en el personaje de James Tien que en Bruce Lee.
Hubo una reducción a la secuencia espantosa en la que el cuerpo de la prima Ah Wong se corta con la sierra eléctrica y las partes del cuerpo se colocan en el contenedor de hielo.
Se hizo una pequeña edición de la escena de la cena, donde un borracho Cheng se acerca a la prostituta Wu Man (interpretada por Malarin Boonak), y la imagina en topless.
El siguiente corte es otra escena completamente eliminada, y otra popular junto a la escena de la "sierra-en-la-cabeza". Después de que Cheng corre por la carretera desde el arroyo, en lugar de cortarle hasta llegar a la mansión del Gran Jefe como los cortes principales, regresa al burdel tailandés por tercera vez. Aquí, recoge a la prostituta con un vestido rojo tipo suéter (visto en el fondo la segunda vez que Cheng visita el burdel). Cheng y la prostituta van a su habitación; Cheng la empuja sobre la cama, y los dos comienzan a desnudarse. Cheng se para frente a la cama, completamente desnudo, pero también completamente sin emociones. La mujer se acuesta en la cama y Cheng camina (a la altura de la cintura) hacia la cámara, desenfocando la escena. A continuación, se muestra a Cheng poniéndose la camisa, mientras la mujer permanece en la cama. Él pone el dinero restante en su estómago, a pesar de que ya pagó para estar con ella. Luego recoge una bolsa de patatas fritas de la mesa de noche; Él intenta uno, luego se va. Esta escena es simbólica y bastante importante, ya que en la escena anterior Cheng descarta sus pertenencias en el río, y aquí regala su dinero y disfruta de sus placeres finales y una última comida antes de ser asesinado o arrestado, un mensaje que ahora está perdido. Unos pocos segundos de esta escena (incluida la foto de un Bruce aparentemente desnudo de pie detrás de la cama) se pueden ver en el tráiler original.
Otras escenas faltantes, visibles brevemente en el mismo tráiler, muestran a Hsiu Chien recreando una pelea por sus compañeros de trabajo en el hogar familiar; Cheng caminando hacia la dueña del puesto de refrescos en la carretera (Nora Miao) (la cámara se acerca para mostrarle sonriéndole); una cabeza diferente visible en el bloque de hielo cuando Cheng está investigando la casa de hielo; La sangre brota de la cabeza de Hsiu Chien después de ser apuñalada por el hijo del jefe. No se sabe si estas cuatro escenas estaban en alguna impresión de la película.
Las huellas más rápidas de violencia, en su mayoría con armas como cadenas de hierro, palos, cuchillos y un piquete de hielo, se cortaron de las impresiones en el Reino Unido y en algunos otros países europeos. Estos cortes se mantuvieron inexplicablemente para los videos "pan and scan" lanzados en los años 80 y 90, pero afortunadamente no fueron lanzados para el lanzamiento en el Reino Unido por Hong Kong Legends a finales de 2000. También se restauró, sorprendentemente, la escena de muerte más sangrienta del gran jefe. Lamentablemente, sin embargo, el corte de material en 1971 en Hong Kong nunca se ha restaurado, y sigue desaparecido. Fue visto por última vez en diciembre de 1979 en un festival de cine Bruce Lee en Kilburn, Londres, organizado por la revista de póster Kung-Fu Monthly. La impresión de mandarín, proyectada para más de 1,700 afortunados fanáticos, vino de la oficina de Golden Harvest en Londres, y se completó con la excepción de la toma censurada de la "sierra en la cabeza".
Se rumorea que aún existe una muestra en mandarín que contiene algunas imágenes adicionales, y se cree que está en manos de un coleccionista privado. Iba a lanzarse un DVD en 2004 llamado "The Big Boss": "La versión nunca antes vista", pero el lanzamiento se canceló debido a problemas de derechos de autor. Con suerte, en el futuro verá la luz del día y los fanáticos finalmente podrán ver la versión original, más larga. Hasta entonces, todo lo que queda de las escenas que faltan son un puñado de fotos y unos breves clips del tráiler.

## Confusión del título alternativo
Cuando The Big Boss se estaba preparando para su distribución en Estados Unidos, el lanzamiento en los Estados Unidos se rebautizaría como The Chinese Connection, un juego con la popular The French Connection, ya que ambos se ocuparon del narcotráfico. El título estadounidense de la segunda película de Lee, Fist of Fury, se mantendría casi igual, excepto con el uso del plural Fists. Sin embargo, los títulos fueron invertidos accidentalmente. The Big Boss fue lanzado como Fists of Fury y Fist of Fury se convirtió en  The Chinese Connection .

## Partituras de música alternativa
A diferencia de otras películas de Lee, The Big Boss es única por tener no solo dos, sino tres partituras de música completamente diferentes. Fist of Fury, Way of the Dragon, Enter the Dragon, y Game of Death cuentan con una sola partitura con alteraciones menores.
La primera partitura musical fue compuesta por Wang Fu-ling, quien trabajó en películas como The Chinese Boxer y One-Armed Swordsman. Esto se hizo para la versión en idioma mandarín, y también se usó en la versión de exportación en inglés, además de las versiones teatrales en francés y turco. Es similar a otras partituras de películas de artes marciales, especialmente las películas de Shaw Brothers. Wang fue el único en recibir crédito, pero también se cree que el compositor Chen Yung-yu ayudó con la música. Al menos una pista del compositor japonés Akira Ifukube para la trilogía de películas Daimajin también se utilizó como música de stock.
La segunda y más popular de las partituras musicales fue la del compositor alemán Peter Thomas. Esto no se hizo muy conocido hasta 2005, cuando la mayor parte de la música que compuso para la película apareció en iTunes en una colección de Big Boss. La participación de Thomas se deriva de una revisión completa de la versión en inglés de la película. La primera versión presentó a los actores de voz británicos que trabajaron en todas las películas de Shaw Brothers y usaron la partitura de Wang Fu-ling. Se decidió hacer una nueva versión en inglés que se destaque de las otras películas de artes marciales. Se incorporaron nuevos actores para expresar la película en inglés, y Thomas volvió a musicalizar la película, abandonando la música de Wang Fu-ling. La versión doblada en alemán presenta su partitura, especialmente en el título alemán de la película en la compilación de iTunes.
La tercera banda sonora corresponde al lanzamiento cantonés de 1982, que presenta principalmente música del compositor Joseph Koo de la Golden Harvest. Sin embargo, una buena parte de la música de Koo en la versión cantonesa se creó originalmente en 1974 para el estreno teatral japonés de "The Big Boss", que era la mitad de la música de Koo y la mitad de Peter Thomas ". Golden Harvest simplemente tomó la música de Koo de la versión japonesa y la agregó a la versión cantonesa. Aparte de esto, esta versión es más infame por el uso de las claves de música de Pink Floyd de "The Grand Vizier's Garden Party, Parte 2", "Time "y" Obscured by Clouds ", así como la parte 2 de Larks' Tongues in Aspic de King Crimson" .

## Respuesta crítica
El agregador de revisiones Rotten Tomatoes le da a la película una puntuación del 64% basada en 11 comentarios, con una calificación promedio de 5.59/10.

## Lanzamiento
Tras su lanzamiento, The Big Boss se convirtió en la película de mayor recaudación en la historia de Hong Kong y se mantuvo insuperable hasta la segunda película de Bruce Lee, Fist of Fury.
Cuando la película se estrenó en los Estados Unidos, la muerte de Hsiao Mi, "El Jefe", se redujo a ser simplemente apuñalado en el pecho con un cuchillo para recibir una "clasificación R". La versión original de su muerte, que no solo muestra un primer plano explícito del cuchillo en su pecho, sino también los dedos de Cheng Chao-an que perforan su caja torácica y la sangre que fluye de debajo de su camisa, habría dado a la película una "clasificación X". La primera vez que se mostró esta escena en los EE. UU. fue cuando se emitió en el canal de cable AMC en julio de 2004.
Columbia Pictures lanzó la película como una reedición en 1978 y la volvió a emitir con Fist of Fury como doble característica autorizada por el estudio en febrero de 1981. Miramax distribuyó The Big Boss en televisión y transmisión (Hulu & Netflix) junto con Bruce Lee, The Legend (1984), Game of Death, Way of the Dragon y Fist of Fury.